# Burn It Down
«Burn It Down» — (в пер. з англ. «Спалити дотла») пісня, записана американською рок-групою
Linkin Park для п'ятого студійного альбому Linkin Park Living Things і випущена як сингл 16 квітня 2012.

## Історія релізу
24 березня 2012 AllAccess Music Group оголосила про те, що новий сингл Linkin Park буде називатися «Burn It Down», і він вийде 16 квітня 2012. Незважаючи на те, що пізніше інформація була видалена з сайту компанії, 28 березня на офіційних каналах групи на сайтах Viddy і YouTube з'явився відеозапис, в якій Майк Шинода підтверджував дату виходу і назву сингла. 4 квітня сингл був злитий в Інтернет в дуже поганій якості. 
5 квітня на офіційному сайті Linkin Park з'явилася підсторінка, відвідувачам на якій пропонувалося зібрати пазл. Отримана картинка була 1/16 частиною загального зображення. Пазли з'являлися на сайті 8 днів поспіль 2 рази на день. Ті, хто зібрав всі 16 картинок, отримали зображення обкладинки синглу.
Сама обкладинка з'явилася на сайті 12 квітня повністю зібрана, напис під нею свідчив: «UNLOCKED. COME BACK »(в пер. З англ. Розблоковано. Повертайтеся). 11 квітня Warner Music Germany повідомив, що сингл «Burn It Down» вийде в 17:00 за московським часом і буде доступний для скачування на iTunes. 12 квітня на радіо SONiC 102.9 був презентований 30-секундний уривок синглу.
13 квітня на сайті burnitdown.linkinpark.com з'явилася гра, сенс якої полягав у тому, щоб чорною фігурою поглинати інші фігури, рухаючи курсор в сторону, протилежну руху фігури. Під час гри звучать уривки «Burn It Down». 16 квітня на офіційному каналі Linkin Park на YouTube відбувся пре-реліз синглу. Також пісню «Burn It Down» можна прослухати на сторінці синглу на офіційному сайті Linkin Park.
16 квітня в 17:00 за московським часом відбулася прем'єра синглу «Burn It Down» на 4 американських радіостанціях: Modern Rock 98.7, Q103 Albany, LIVE 105, KROQ 106.7.

## Відеокліп
Зйомки відео на пісню «Burn It Down», режисером якого став Джо Хан , проходили з 27  по 29  березня. Перший раз кадри з кліпу з'явилися в промо-ролику до плей-офф НБА 2012, що вийшов ще до офіційного релізу кліпу. Прем'єра кліпу відбулася 24 травня на американському MTV о 22:53 за московським часом в рамках програми MTV First.

## Список композицій
Автор музики і слів Linkin Park. 
| iTunes single | iTunes single  | iTunes single |
| #             | Назва          | Тривалість    |
| ------------- | -------------- | ------------- |
| 1.            | «Burn It Down» | 3:51          |

| European single • Burn It Down EP • DE iTunes EP | European single • Burn It Down EP • DE iTunes EP | European single • Burn It Down EP • DE iTunes EP |
| #                                                | Назва                                            | Тривалість                                       |
| ------------------------------------------------ | ------------------------------------------------ | ------------------------------------------------ |
| 1.                                               | «Burn It Down»                                   | 3:51                                             |
| 2.                                               | «New Divide» (Live)                              | 4:29                                             |
| 3.                                               | «In the End» (Live)                              | 3:39                                             |
| 4.                                               | «What I've Done» (Live)                          | 4:04                                             |

| Japanese single | Japanese single     | Japanese single |
| #               | Назва               | Тривалість      |
| --------------- | ------------------- | --------------- |
| 1.              | «Burn It Down»      | 3:51            |
| 2.              | «New Divide» (Live) | 4:29            |
| 3.              | «In the End» (Live) | 3:39            |

| Burn It Down Remixes DJ Promo CD | Burn It Down Remixes DJ Promo CD                  | Burn It Down Remixes DJ Promo CD |
| #                                | Назва                                             | Тривалість                       |
| -------------------------------- | ------------------------------------------------- | -------------------------------- |
| 1.                               | «Burn It Down» (Main)                             | 3:50                             |
| 2.                               | «Burn It Down» (Instrumental)                     | 3:50                             |
| 3.                               | «Burn It Down» (Acapella)                         | 3:56                             |
| 4.                               | «Burn It Down» (Paul van Dyk Remix)               | 8:00                             |
| 5.                               | «Burn It Down» (Paul van Dyk Radio Edit (No Rap)) | 4:01                             |
| 6.                               | «Burn It Down» (Paul van Dyk Remix (No Rap))      | 7:30                             |
| 7.                               | «Burn It Down» (RAC Remix)                        | 3:38                             |
| 8.                               | «Burn It Down» (Hann With Gun Remix)              | 4:09                             |
| 9.                               | «Burn It Down» (Double Dust Remix)                | 4:58                             |
| 10.                              | «Burn It Down» (Heavy Burn Remix)                 | 6:25                             |
| 11.                              | «Burn It Down» (Arya Shani Remix)                 | 6:00                             |
| 12.                              | «Burn It Down» (John Reaper Remix)                | 3:12                             |

## Чарти
АвстраліяARIA АвстріяÖ3 Austria Top 40 БельгіяUltratop БельгіяUltratop ДаніяTracklisten ФранціяSNEP НімеччинаMedia Control ІрландіяIrish Singles Нова ЗеландіяRIANZ Велика БританіяScottish Singles Chart ІспаніяPROMUSICAE Велика БританіяUK Singles
| Чарт (2012)                                | Вища позиція |
| ------------------------------------------ | ------------ |
| 41                                         |              |
| 12                                         |              |
| 46                                         |              |
| 34                                         |              |
| Канада Canadian Hot 100                    | 33           |
| 37                                         |              |
| 77                                         |              |
| 2                                          |              |
| 43                                         |              |
| Японія Japan Hot 100                       | 34           |
| Нідерланди Mega Single Top 100             | 60           |
| 13                                         |              |
| Португалія Portugal Singles Top 50         | 40           |
| Росія Russian Top 10                       | 10           |
| 28                                         |              |
| 43                                         |              |
| 27                                         |              |
| Велика Британія UK Rock                    | 1            |
| США Billboard Hot 100                      | 30           |
| США Rock Songs (Billboard)                 | 1            |
| США Alternative Songs (Billboard)          | 1            |
| США Hot Mainstream Rock Tracks (Billboard) | 4            |
| США Hot Digital Songs (Billboard)          | 11           |